# Bürohaus Teerhof 59
Das Bürohaus Teerhof 59 in Bremen-Neustadt, Teerhof 59, gehört zu den bedeutenden Bremer Bauwerken.

## Geschichte
Der kriegszerstörte Teerhof zwischen der Weser und der Kleinen Weser wurde ab 1991/92 wieder bebaut und 1993 durch die Teerhofbrücke für Fußgänger mit der Altstadt an der Schlachte verbunden.
Auf einem der letzten freien Grundstücke der Weserhalbinsel wurde 2009 nach Plänen der Architekten Harm Haslob und Jens Kruse (Bremen) das sechs- bis siebengeschossige verklinkerte Bürohaus für die Reederei Beluga Shipping gebaut. Das Gebäude an der Kleinen Weser befindet sich zwischen der Wohnbebauung im Westen und den Bürohäusern im Osten. Ein hohes Foyer betont den Eingang. Im obersten Geschoss befand sich von 209 bis 2012 das Restaurant "Outer Roads" unter Küchenchef Sven Niederbremer. Das Anfangs sehr beliebte Restaurant mit einer Terrasse mit Blick über die Bremer Innenstadt hatte nicht die notwendigen Gästezahlen für einen Dauerbetrieb und die Nachfrage brach nach der Insolvenz der Beluga-Gruppe komplett ein.
Das Gebäude ist mit dem BDA-Preis Bremen 2010 ausgezeichnet worden mit dem Bemerken der Jury: „Das immense Gebäudevolumen wird geschickt gegliedert durch Abstufungen, Ausklinkungen und Einschnitte, die Tiefenwirkung, Verzahnung von Innen- und Außenraum sowie Querbeziehungen des Gebäudes und des städtischen Umfeldes offerieren.“ 
Der architekturführer bremen schreibt dazu: „Der mächtige dunkel verklinkerte Bau, der auf einem schiefwinkligen Umriss basiert, weckt mit seiner präzisen Kontur und seinen plastisch wirksamen Ausklinkungen die Assoziation eines Schiffskörpers. Durch die Unterschneidungen in der Erdgeschosszone tritt eine Verzahnung mit dem öffentlichen Raum ein“.
Bei den Bauarbeiten wurden die Reste von zwei Weserlastkähnen entdeckt und geborgen, die derzeit beim Deutschen Schifffahrtsmuseum konserviert werden.
Die Beluga ist seit 2011 insolvent. Das Gebäude wurde 2012 an die BLB Immobilien, eine Tochtergesellschaft der Bremer Landesbank, verkauft. Diese baute es um zu einem Bürohaus für diverse Nutzer, ohne Restaurant. Seit 2013 residiert das Windenergie-Unternehmen Enercon in der dritten und vierten Etage. 2020 wurde das an diverse Nutzer (die Bremer Niederlassung der Berenberg Bank, ein Anwalt, ein Logistikunternehmen, ein Schönheitschirurg und andere) vollständig vermietete Gebäude an die  französische Großbank BNP Paribas weiterverkauft.